# ستبردمان گوشت‌خوار
ستبردمان گوشت‌خوار سرده‌ای از دم‌پشمیان است که بیشتر به خاطر تنها گونه عضوش با نام شیطان تاسمانی شناخته می‌شود.
این سرده سه عضو شناخته شده دارد که S. laniarius و S. moornaensis تنها از روی سنگوارههایشان مربوط به دوره پلیستوسن شناخته شده‌اند. گونه S. laniarius بزرگتر از گونه معاصر، و تنها گونه باقی‌مانده از این سرده، با نام S. harrisii بود و وزنش به بیش از ۱۰ کیلوگرم می‌رسید. رابطه میان این جانوران ناشناخته مانده اما تعدادی از دانش‌مندان بر این گمانند که S. harrisii نمونه کوچک‌جثه‌تر S. laniarius است.